# Mnasicles
Mnasicles (Μνασικλῆς) fou un oficial cretenc cap de mercenaris.
Es va unir a Timbró d'Esparta en la seva expedició contra Cirene, però aviat el va abandonar i es va passar al servei de Cirene que el van nomenar el seu general, i li van encarregar dirigir la guerra contra el mateix Timbró (Diodor de Sicília, 18.20, 21-Z1).